# حزب الشورى والاستقلال
حزب الشورى والاستقلال حزب سياسي مغربي أسسه محمد بن الحسن الوزاني سنة 1946، انعقد المؤتمر التأسيسي لحزب الشورى والاستقلال، الذي حل محل الحركة القومية وأصبح امتدادا لها، في يوليوز 1946. لكن حزب الشورى والاستقلال يعتبر حاليا من الأحزاب المتأخرة والضعيفة في الساحة السياسية، بالإضافة إلى أنه غير معروف لدى الشباب المغربي. لم يتمكن الحزب من حصد أصوات كافية للوصول إلى البرلمان والمجالس و ذلك نظرا لعدم قدرة الأمانة العامة للحزب على مواكبة الأحزاب الأخرى وعدم قدرتها على تقديم تصور واضح لمشاكل المجتمع المغربي.

## المبادئ
كانت من مبادئ حزب الشورى والاستقلال عند تأسيسه: «تعزيز التربية الوطنية، والعمل على تحقيق حكم الشعب بواسطة الشعب لتحقيق الديمقراطية على أساس الشورى».

## الصراع بين الشورى والاستقلال وحزب الاستقلال
كرس التوتر بين حزب الاستقلال والشورى والاستقلال بتنامي الأصوات في صفوف المقاومة الوطنية وأعضاء جيش التحرير وأعضاء الشورى والاستقلال، الرافضة لمفاوضات إيكس ليبان، التي اتهم فيها هؤلاء حزب الاستقلال بالإقدام على إبرامها مع المستعمر الفرنسي للحصول على استقلال ناقص يخول للاستقلاليين امتيازات ومكاسب، مما أدى إلى بروز جناح راديكالي.
بدأ الصراع بين الطرفين على صفحات الجرائد، إلى درجة أن فرض البوليس السياسي رقابة دائمة على جريدتي حزب الشورى والاستقلال في مطبعة الأمل بالدار البيضاء (جريدة «الرأي العام» و جريدة «Démocratie»). وبعدها انتقل الصراع إلى اعتقال واختطاف واغتيال الشوريين.

### مذبحة سوق أربعاء الغرب
يوم 23 يناير 1956, وبينما كان أعضاء من حزب الشورى والاستقلال وأنصارهم يحتشدون بمدينة سوق أربعاء الغرب، للاحتفال بتنصيب المحجوبي أحرضان عاملا على مدينة الرباط، والذي كان هو الآخر في طريقه إلى المدينة، فوجئوا بهجوم من طرف أعضاء من حزب الاستقلال مما أسفر عن وقوع مذبحة راح ضحيتها العشرات من الشوريين والعديد من الجرحى.
سنة 2015 أصدر الكاتب والباحث المغربي إدريس الكنبوري رواية حول مذبحة سوق الأربعاء بعنوان زمن الخوف.